# Bohuslav Karlík
Bohuslav Karlík (Praga, 25 novembre 1908 – Praga, 29 settembre 1996) è stato un canoista cecoslovacco.

## Palmarès

### Olimpiadi
- Argento a Berlino 1936 nel C1 1000 metri.

### Mondiali - Velocità
- Oro a Vaxholm 1938 nel C2 10000 metri.
- Argento a Vaxholm 1938 nel C2 1000 metri.
- Bronzo a Copenaghen 1950 nel C2 10000 metri.

### Mondiali - Slalom
- Argento a Ginevra 1949 nel C1 a squadre.